# ベルナール・ワール
ベルナール・ワール（Bernard Wahl, 1922年 - 1994年12月10日）は、フランスの指揮者。
パリ出身。アルテュール・オネゲルに作曲を学ぶ。1952年にヴェルサイユ室内管弦楽団を創設し、亡くなるまで音楽監督を務めた。